# Oon Chiew Seng
Oon Chiew Seng (1916 – 31 tháng 3 năm 2022) là một bác sĩ người Singapore, bà là một trong những bác sĩ phụ khoa và sản khoa đầu tiên của Singapore. Sinh ra ở Penang, bà được đào tạo ở Ấn Độ và Singapore rồi công tác tại Bệnh viện Kandang Kerbau trước khi bà thành lập phòng khám tư nhân.

## Đầu đời và học vấn
Oon sinh ra ở Penang, Mã Lai vào năm 1916. Cha bà là doanh nhân gốc Hoa. Là con út trong gia đình có 10 người con, bà làm y tá vào những năm 1930 nhưng một trong sáu người anh trai thuyết phục bà theo đuổi nghề bác sĩ. Bà trúng tuyển vào Đại học Y khoa King Edward VII năm 1940 nhưng phải chuyển đến Ấn Độ trong Thế chiến II. Tại Ấn Độ, bà tốt nghiệp trường Đại học Wilson, Mumbai với bằng danh dự hạng nhì sau đó theo học trường Đại học Y khoa Lady Harding tại Delhi. Trở về Singapore vào tháng 6 năm 1946, bà tiếp tục học tại Đại học Y khoa King Edward VII và tốt nghiệp năm 1948 với bằng y khoa và phẫu thuật.

## Sự nghiệp
Năm 1955, Oon là thành viên của Đại học Sản khoa và Phụ khoa Hoàng gia Anh. Bà mở phòng khám tư nhân của riêng mình vào năm 1959, sau khi làm việc tại Bệnh viện Kandang Kerbau với tư cách là một trong những bác sĩ chuyên khoa tiên phong về phụ khoa và sản khoa của quốc gia. Năm 1961, bà được bổ nhiệm vào Ban Nữ hộ sinh ở Singapore.
Từ năm 1984 đến năm 2000, bà là thành viên của Ủy ban Y tế của Phái đoàn Sree Narayanan dành cho Người cao tuổi. Bà nghỉ hưu với tư cách bác sĩ vào năm 1991, sau đó bà tận tụy giúp đỡ những người mắc chứng suy giảm trí nhớ; bà giúp sáng lập một viện dành cho người suy giảm trí nhớ đầu tiên ở Singapore, mang tên Apex Harmony Lodge, bà là chủ tịch của viện này từ khi sáng lập vào năm 1999 đến năm 2012.

## Qua đời
Bà được chẩn đoán mắc chứng suy giảm trí nhớ vào năm 2013. Vào tháng 1 năm 2022, bà có kết quả xét nghiệm dương tính với COVID-19; mặc dù đã hồi phục nhưng sức khỏe của bà bắt đầu có dấu hiệu xấu đi trong những tháng sau đó, với triệu chứng mất cảm giác ngon miệng và thị lực. Bà qua đời vào ngày 31 tháng 3 năm 2022, hưởng thọ 106 tuổi. Tổng thống Halimah Yacob bày tỏ lòng kính trọng đối với Oon trên Facebook: "Bà sẽ được nhớ đến vì sự phục vụ của bà hướng tới các cộng đồng dễ bị tổn thương. Trái tim tôi hướng về gia đình bà ấy."

## Đời tư
Oon có cuộc sống độc thân bà tự mô tả mình là một người "độc lập", mặc dù những năm cuối đời bà sống cùng với một người giúp việc người Indonesia. Trong cuộc phỏng vấn với Hiệp hội Y khoa Singapore, Oon nêu danh Agatha Christie là một trong những tác giả bà được đọc nhiều nhất: "Trước đây khi tôi còn hành nghề, không có nhiều việc phải làm bất cứ khi nào bệnh nhân chuyển dạ tôi sẽ ngồi trong phòng chờ với tư thế sẵn sàng cùng cuốn sách của tôi." Oon cũng là một người chơi mạt chược thường xuyên.

## Công nhận
Oon được trao một số giải thưởng vì những đóng góp của bà trong việc chăm sóc sức khỏe ở Singapore, bao gồm Huân chương Dịch vụ Công cộng (2000); Giải thưởng Thành tựu trọn đời của Bộ Y tế (2011); và Ngôi Sao Công Vụ (2013). Năm 2014, Oon có tên trong Đại sảnh Danh vọng Phụ nữ Singapore. Vào tháng 1 năm 2021, bà nhận bằng tiến sĩ danh dự của Đại học Quốc gia Singapore.